# 제2육전사단
제2육전사단(중국어 정체자: 中華民國海軍陸戰隊陸戰第二師, 한자음: 중화민국 해군육전대 육전 제2사, 영어: ROCMC 2nd Marine Division)은 중화민국 해군육전대의 옛 사단급 부대이었다.

## 역사
1966년 9월 1일, 興夏演習을 집행하고 해군육전대 육전 제1여단이 가오슝현 런우향의 육군 제81사단를 병합하여 해군육전대 육전 제2사단을 편성하라는 명령을 받았다. 국민혁명군 제4군이었던 육군 제81사단의 별명인 철군부대를 이어받았다.
1967년 3월, 가오슝현 린위안향로 이사하였다.
1968년 10월, 鎮疆演習을 집행하고 펑후현 마궁시 차이위안리(菜園里)로 이사하였다.
1969년 9월, 鎮疆二號演習을 집행하고 가오슝현 린위안향으로 이사하였다.
1975년 7월, 육전 제54사단으로 서수 번호가 바뀌었다.
1976년 8월, 육전 제99사단으로 서수 번호가 바뀌었다.
1979년 5월, 長青演習을 집행하고 육군 보병 제117사단(步兵第一一七師)과 사단 대항전을 진행하였다.
1983년 6월, 長風演習을 집행하고 육군 보병 제269사단(步兵第二六九師)과 사단 대항전을 진행하였다.
1987년 6월, 漢光四號演習을 집행하고 육군 기계화 제109사단(陸軍機械化第一0九師)과 사단 대항전을 진행하였다.
1992년 1월, 長青三號演習을 집행하고 육군 보병 제269사단(步兵第二六九師進行師)과 마지막 사단 대항전을 진행하였다.
1995년 10월 5일, 해군육전대 사령부 직속 제651연대(六五一團, 현재의 등륙전차대대) 駐地가오슝시 쭤잉구 베이강 영구에서 華興演習에 참가하였고, 99사 657연대(六五七團)를 보병가강연대(步兵加強團)로 편성하고 국군 괘속반응부대로 지정되었다.
2001년 3월 1일, 精實案, 정실안에 따라 사단이 해체되고 일부 남은 소속 부대가 해군육전대 수비여단으로 재편성되었다.

## 사단장
1. 소장 張振遠, Zhāngzhènyuǎn, 장진원
2. 소장石迴川, Shí huí chuān, 석회천
3. 소장 張之萬, Zhāng zhī wàn, 장지만
4. 소장 屠由信, Túyóuxìn, 도유신

## 계보
- 1966년 9월 1일, 海軍陸戰隊陸戰第二師, 해군육전대 육전 제2사
- 1975년 7월, 海軍陸戰隊陸戰第五十四師, 해군육전대 육전 제54사
- 1976년 8월, 海軍陸戰隊陸戰第九十九師, 해군육전대 육전 제99사

## 같이 보기
- 육전 제1사단
- 육전 제77사단
- 육전 제66여단
- 육전 제99여단